# Andreea-Timeea Roșu

## Timeea Roșu

### Informații
Timeea Roșu (n. 11.01,România) este o gimnastă română de performanță, specializată în gimnastică ritmică, legitimată la clubul Olimpic Argeș Gym din Pitești. A devenit cunoscută în circuitul competițional românesc și internațional în perioada 2020–2022 , obținând clasări pe podium la turnee importante și remarcându-se prin eleganță și precizie tehnică.

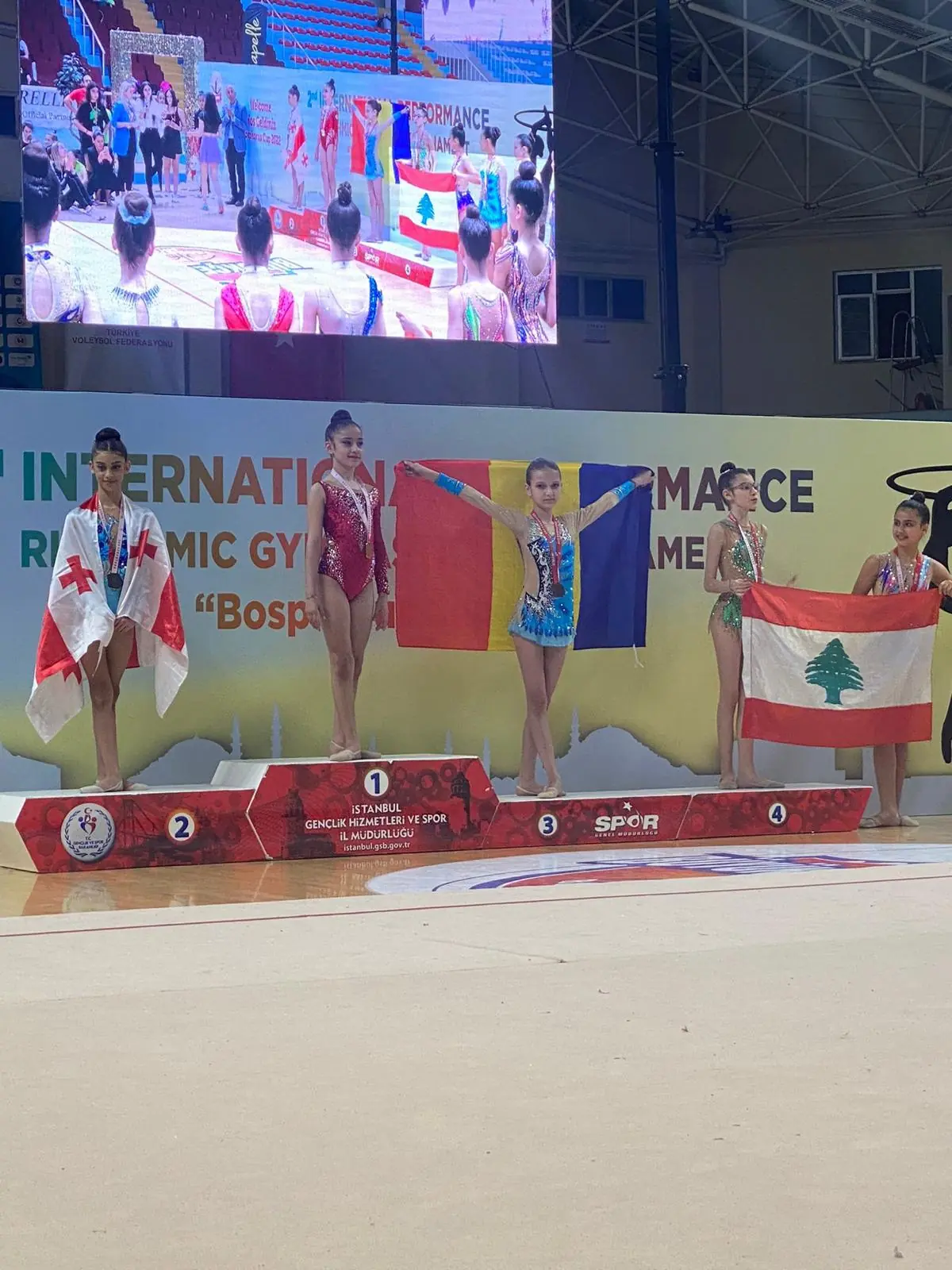
Bronzul obținut de Timeea in Turcia,2022

#### Palmares Competițional
2020
  – Clasări în top 3
  – Apreciată pentru coregrafie și expresivitate artistică, sub îndrumarea antrenoarei Nicoleta Andrei
2021
  – Progres semnificativ 
  – Clasări în top 3  la gimnastică ritmică și acrobatică 
  – Participare constantă
2022
Turneul Internațional Bosphorus Cup, Istanbul, Turcia (20–23 mai 2022)
  – Medalie de bronz – locul III la categoria de vârstă, secțiunea gimnastică ritmică
  – Una dintre cele mai bune performanțe internaționale ale clubului Olimpic Argeș Gym
  – A concurat alături de sportive din peste 10 țări, confirmându-și valoarea la nivel internațional 

#### Date Generale
| ------------------ | --------------------------- |
| Nume complet   | Andreea-Timeea Roșu  |
| Naționalitate      | Română                      |
| Club               | Olimpic Argeș Gym (Pitești) |
| Antrenor principal | Nicoleta Andrei             |
| Specializare       | Gimnastică      |
| Categorie          | Junioare (2020–2022)        |

##### Clubul ”Olimpic Argeș Gym”
Timeea Roșu este membră a Olimpic Argeș Gym, club privat de elită fondat de Nicoleta Andrei, antrenoare cu licență internațională și membră în Comisia Tehnică a Federației Române de Gimnastică. Sub conducerea sa, clubul a produs multiple sportive medaliate la campionate naționale și internaționale.

#### Biografie și începuturi
Timeea Roșu a început gimnastica ritmică la o vârstă fragedă, fiind remarcată rapid pentru flexibilitate, sensibilitate artistică și motricitate fină. A fost selectată de Nicoleta Andrei, fondatoarea clubului Olimpic Argeș Gym.
Sub îndrumarea acesteia, Timeea a progresat rapid de la grupa de inițiere la nivelul de performanță.
Părinții săi au susținut constant cariera sportivă, contribuind la participarea la cantonamente, deplasări și antrenamente.
Este cunoscută pentru:
* Eleganță corporală
* Control postural
* Transpunerea emoției muzicale în mișcare